# Piotr Starzyński (piłkarz)
Piotr Starzyński (ur. 22 stycznia 2004 w Katowicach) – polski piłkarz grający na pozycji pomocnika.